# Schlacht bei Dettingen
Europäischer Kriegsschauplatz:

Mollwitz* – Chotusitz* – Simbach – Dettingen – Toulon – Pfaffenhofen – Tournai – Fontenoy – Hohenfriedberg** – Soor** – Hennersdorf** – Kesselsdorf** – Brüssel – Piacenza – Namur – Roucourt – Kap Finisterre 1 – Lauffeldt – Assietta –  Bergen op Zoom – Kap Finisterre 2 – Maastricht
(*) Erster Schlesischer Krieg – (**) Zweiter Schlesischer Krieg
Indischer Kriegsschauplatz:

Erster Karnatischer Krieg
Amerikanischer Kriegsschauplatz:

War of Jenkins’ Ear – King George’s War

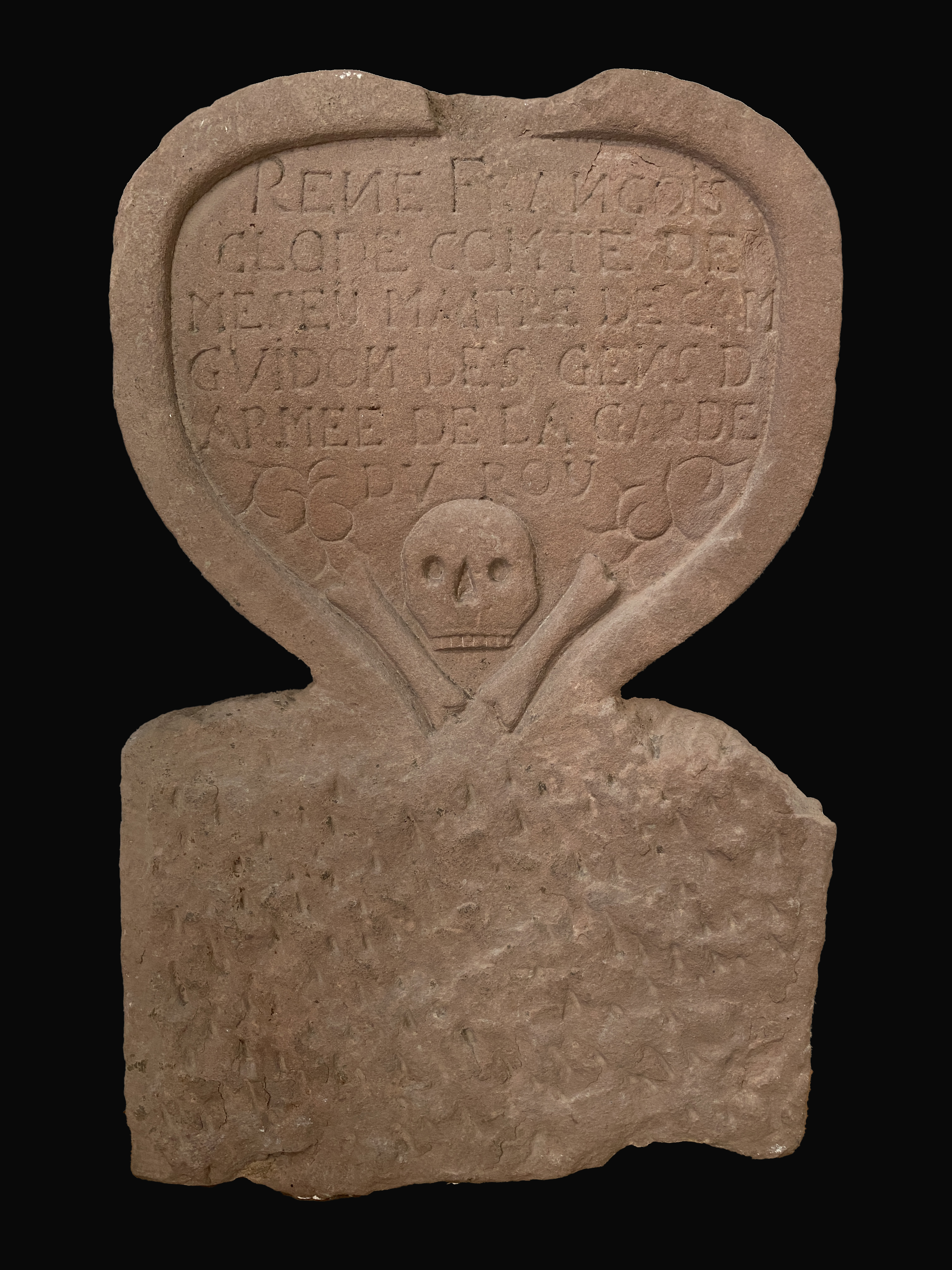
Grabstein des Comte de Messey vom Friedhof Kleinostheim.

Die Schlacht bei Dettingen vom 27. Juni 1743 zwischen Großbritannien, Kurhannover und dem habsburgischen Haus Österreich einerseits und den Franzosen andererseits fand während des Österreichischen Erbfolgekriegs im heutigen Karlstein am Main in der Nähe von Aschaffenburg (Bayern) statt und endete mit einem Sieg der Verbündeten. Die Schlacht bei Dettingen gilt als die letzte, in der ein britischer Monarch selber teilnahm, König Georg II., der aus Hannover stammte.

## Verlauf
Im Juni 1743 lag die aus britischen, österreichischen und hannoverschen Truppen bestehende, rund 35.000 Mann starke „pragmatische Armee“ westlich von Aschaffenburg am Main. Ihre Kommandeure waren John Dalrymple, 2. Earl of Stair (nomineller Oberkommandierender), Herzog Leopold Philipp von Arenberg, Feldmarschall Neipperg (Österreicher) und General Johann Georg von Ilten (Hannoveraner). Am 17. Juni stieß der britische König Georg II. mit seinem Sohn William Augustus, Duke of Cumberland, zur Armee und übernahm de facto das Kommando.
Da die etwa 70.000 Mann zählenden Franzosen unter dem Herzog von Noailles die Nachschublinien der pragmatischen Armee bei Frankfurt am Main unterbrochen hatten, begann diese am 27. Juni den Rückzug in Richtung Hanau, um dort erwartete österreichische Verstärkungen zu treffen. Als sich die Verbündeten dem Dorf Dettingen (heute ein Ortsteil von Karlstein am Main) näherten, mussten sie feststellen, dass der Ort von französischen Truppen besetzt war, die auf Schiffsbrücken den Main überquert hatten. Damit war die Marschstraße blockiert. Die französische Artillerie stand auf der anderen Mainseite und konnte bei einem Angriff in die Flanke der Verbündeten feuern. Gleichzeitig marschierte ein Teil der französischen Armee unter Noailles auf der anderen Mainseite in Richtung Aschaffenburg, um dort den Fluss zu überqueren und den Verbündeten in den Rücken zu fallen.
Die Verbündeten formierten ihre Truppen zu einer Gefechtslinie mit dem linken Flügel am Main, was von etwa 9 Uhr morgens bis gegen Mittag dauerte. Das Gefecht wurde am Morgen durch die französische Artillerie unter dem Befehl des Generals Jean-Florent de Vallière (1667–1759) eröffnet, die vom anderen Mainufer her u. a. die britische Kavallerie unter heftigen Beschuss nahm. Der Herzog von Gramont, General und Kommandeur des Regiments der Gardes francaises, ließ die Stellung des Dorfs Dettingen hinter sich und ging eigenmächtig zum Angriff über. Vielleicht vermutete er, nur die gegnerische Nachhut vor sich zu haben. Damit postierte er seine Soldaten zwischen der Pragmatischen Armee und der eigenen Artillerie, die ihr bis dahin sehr wirkungsvolles Feuer einstellen musste. Als Marschall von Noailles diesen Fehler seines Neffen sah, hatte er keine Wahl, als weitere Truppen in den Kampf zu werfen. Die Enge des Schlachtfelds machte eine Formierung der Truppen jedoch schwierig. Verschiedene Kavallerie- und Infanterieangriffe der Franzosen blieben ohne Erfolg. Am Ende entwickelte sich Panik unter manchen von ihnen, insbesondere im renommierten Regiment der Gardes francaises, von denen viele ihr Heil in der Flucht durch den Main suchten und einige ertranken. Anderen Regimenter gelang hingegen ein geordneter Rückzug. Am Ende zogen sich die Franzosen wieder auf das linke Mainufer zurück und der Weg für die Verbündeten durch Dettingen nach Hanau war frei. Die Verluste der Sieger werden auf 3.000, der Franzosen auf 4.000 Mann geschätzt. König Georg II. kommandierte in eigener Person den rechten Flügel der Pragmatischen Armee. Zu den Teilnehmern auf britischer Seite gehörten auch James Wolfe und Jeffrey Amherst, die im Franzosen- und Indianerkrieg (Siebenjähriger Krieg) (1754–1763) eine wichtige Rolle bei der Eroberung Kanadas spielten.

## Folgen

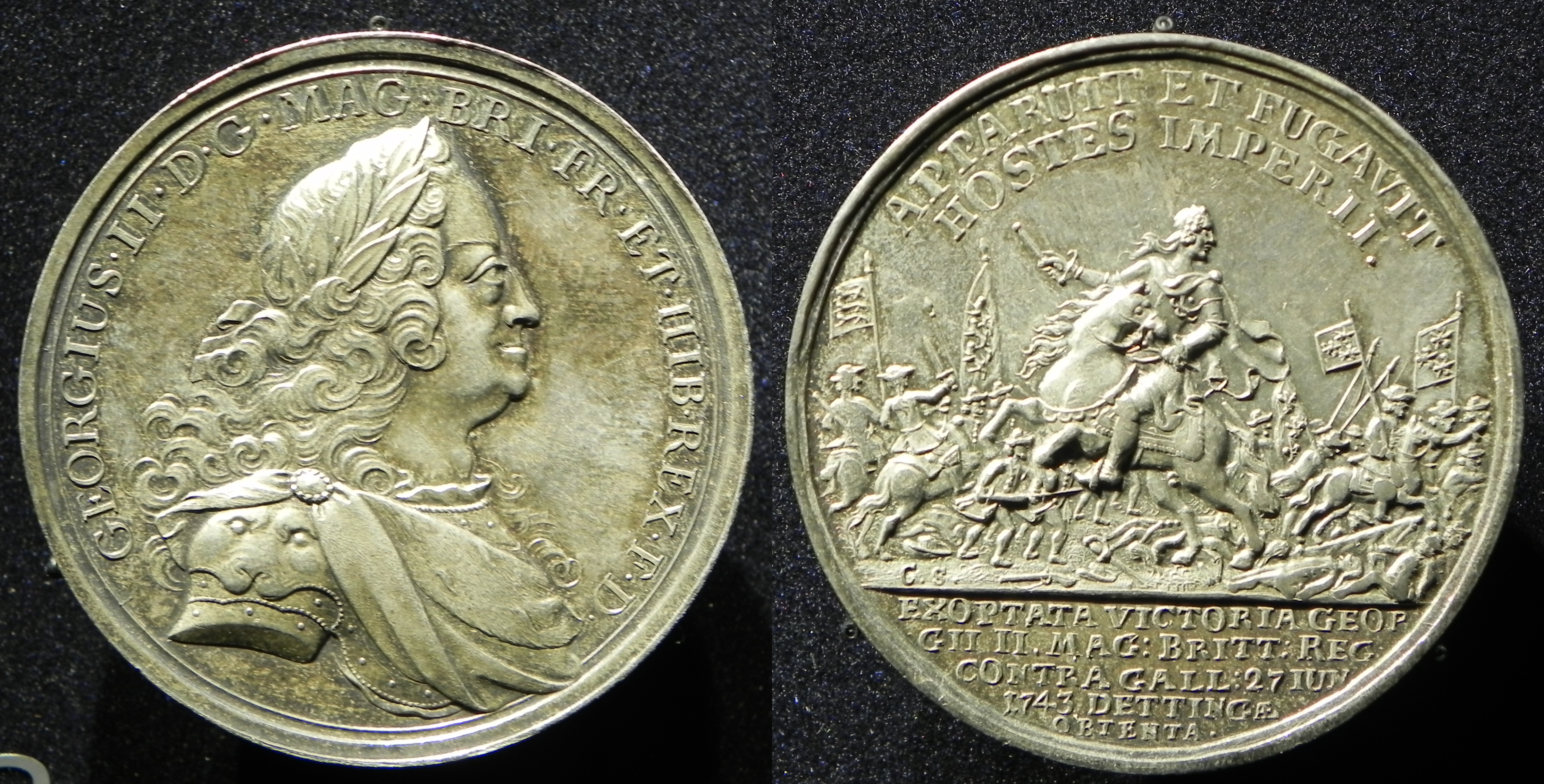
Medaille Georg II., anl. der Schlacht bei Dettingen (im Münzkabinett des Nieders. Landesmuseums Hannover)

Die Franzosen zogen sich nach ihrer Niederlage über den Rhein zurück, die pragmatische Armee setzte ihren Rückzug nach Hanau fort. Dass die Schlacht zu den bekannteren des Österreichischen Erbfolgekriegs gehört, liegt weniger im Militärischen, sondern daran, dass sie die letzte der britischen Geschichte war, bei der der Monarch persönlich anwesend war, und Georg Friedrich Händel den Sieg zum Anlass nahm, sein Dettinger Te Deum zu komponieren, das am 27. November des gleichen Jahres in Gegenwart des Königs und des gesamten Hofstaates feierlich uraufgeführt wurde. In Frankfurt am Main wurde ebenfalls im gleichen Jahr ein großer Gasthof nach dem britischen König benannt (späterer Sitz des ersten Frankfurter Oberlandesgerichts).